# Ewa Gawęda
Ewa Maria Gawęda z domu Porwoł (ur. 2 lipca 1971 w Pszowie) – polska polityk, działaczka samorządowa, fotograf i przedsiębiorca, senator X kadencji.

## Życiorys
Córka Henryka i Doroty. Pochodzi z Pszowa w powiecie wodzisławskim. Ukończyła liceum ogólnokształcące w Wodzisławiu Śląskim-Pszowie (później włączone w skład Zespołu Szkół Ponadpodstawowych w Pszowie). Uzyskała dyplom mistrza fotografii, pracowała jako fotograf i nauczyciel zawodu. W 1990 otworzyła w Pszowie własne przedsiębiorstwo fotograficzne, wyróżnione w 2000 przez regionalną izbę rzemieślniczą. W 2014 bezskutecznie kandydowała do rady powiatu wodzisławskiego z komitetu „Zgoda i Rozwój”. W 2018 z ramienia Prawa i Sprawiedliwości (do którego przystąpiła) uzyskała mandat radnej sejmiku śląskiego VI kadencji (dostała 13 702 głosy). W sejmiku była zastępczynią przewodniczącego Komisji Sportu, Turystyki i Rekreacji, pracowała też w Komisji Edukacji, Nauki i Kultury oraz Komisji Rolnictwa i Terenów Wiejskich.
W wyborach parlamentarnych w 2019 wystartowała do Senatu z ramienia Prawa i Sprawiedliwości w okręgu nr 72. Została wybrana na senatora X kadencji, otrzymując 97 412 głosów (tj. 54,05%). Otworzyła biuro senatorskie w Wodzisławiu Śląskim. Przed wyborami w 2023 nie otrzymała miejsca na listach PiS do parlamentu. Zrezygnowała następnie z członkostwa w PiS i zarejestrowała się jako kandydatka Bezpartyjnych Samorządowców w wyborach do Senatu. Nie uzyskała reelekcji, przegrywając z Henrykiem Siedlaczkiem. Pod koniec października wystąpiła z klubu parlamentarnego PiS i zakończyła kadencję jako senator niezrzeszona. W 2024 bezskutecznie ubiegała się o urząd burmistrza Pszowa.

## Życie prywatne
Żona Adama Gawędy.